# Giuseppe Carnelli
Giuseppe Carnelli (Bergamo, 17 luglio 1838 – Bergamo, 2 dicembre 1909) è stato un pittore italiano.

## Biografia
Giuseppe Carnelli figlio di Giovanni, pittore di decorazioni, e Angela Breviario, nacque in prossimità della basilica di Sant'Alessandro in Colonna nella parte bassa della città di Bergamo. Crebbe nella bottega paterna imparando fin da piccolo come preparare le mestiche e i colori. Già nel 1850 risulta fosse iscritto ai corsi di pittura dell'Accademia Carrara di Enrico Scuri. Nel 1860 lasciò la scuola con la motivazione "per commissioni da farsi sul posto". Ma grazie all'aiuto e all'appoggio del suo maestro, che tanto lo apprezzava, fu riammesso agli studi tre anni dopo. L'accademia resterà un forte legame per tutta la sua vita. Vi iscriverà anche i figli Dante e Francesco che però non ebbero molta fama.
I suoi lavori furono presto oggetto d'attenzione vincendo la medaglia d'oro nel 1861 all'esposizione Italiana di Firenze con un grande dipinto d'arte sacra che gli era stato commissionato da una chiesa di Bergamo non identificata e successivamente, nel 1872, esposto a Bergamo. Partecipò con successo ai molti concorsi dell'accademia. Si sposò molto giovane, all'età di vent'anni si era infatti innamorato della giovane cugina Maria Guidotti, matrimonio che lo obbligò a curarsi dei bisogni della famiglia dove arrivarono presto i figli. Il periodo non era certo favorevole ai giovani artisti, sul territorio lombardo si combattevano infatti le guerre d'indipendenza, e l'artista invece, aveva poco tempo per pensare ai problemi della politica avendo da mantenere una famiglia e avendo bisogno di commissioni.
Venne accusato dalla critica di avere eseguito lavori accademici, con poca fantasia, però i suoi dipinti hanno avuto nel tempo un'ottima conservazione grazie alla sua capacità di gestire il colore, tecnica che aveva appreso nella bottega paterna. Iniziò a eseguire lavori di grande misura per alcune chiese abbandonando i lavori su cavalletto. Decorò chiese e abitazioni e cappelle private e seppure le sue opere vengono considerate poco fantasiose e molto accademiche ebbe una buona richiesta di commissioni. L'artista aveva avuto un'istruzione scolastica che si fermava alla scuola elementare, e questo sicuramente fu un impedimento al suo sviluppo artistico che, pur avendo un'ottima tecnica, non ebbe mai la capacità di progredire nel suo lavoro, pur avendo nell'uso dei diversi materiali una padronanza unica.
La ricerca di migliorare la sua tecnica pittorica lo portò a realizzare un piccolo lavoro esposto poi al Salone di Parigi: La Lattaia. Il dipinto raffigura una campagnola a mezzo fusto che versa il latte in una marmitta posta su di un tavolo. Il dipinto è un piccolo capolavoro di colore e finezza.  Tanto fu il successo che gli fu ordinato un altro lavoro della medesima misura. Realizzò il Madrigale, che se non aveva soddisfatto il Carnelli aveva invece soddisfatto il committente che gli ordinò altri lavori. Realizzò il dipinto: Una vista alle educande, forse non sufficientemente buono per l'artista che lo distrusse ritornando a eseguire lavori di grande misura.
Morì improvvisamente probabilmente per una crisi cardiaca che lo raggiunse mentre faceva ritorno a casa dopo un lavoro.

## Opere
Molti furono i lavori eseguiti dall'artista in Bergamo uscendo raramente dal territorio della bergamasca, se ne citano solo alcuni:
- Madonna col Bambino e i santi Rocco, Sebastiano e Zeno da Verona per la chiesa di San Zenone di Villa d'Adda
- Affrescatura della chiesa di Piazzolo in val Brembana;
- Facciata dello stabilimento dei fratelli Cattaneo in via Masone a Bergamo, 1881;
- Le medaglie della volta della basilica di Sant'Alessandro nel 1886;
- pala dell'Assunta per la chiesa dell'Assunta di Brignano Gera d'Adda, 1896;
- Sacra famiglia partecipata al concorso di Torino del 1898;
- Santa Maria Maddalena a Martinengo 1900;
- Decori della chiesa di Rocca d'Adda nel 1901;
- Affreschi del presbiterio della chiesa di San Fiorano di Codogno nel 1902;
- nel cimitero di Lurano, l'affresco della Crocifissione e della Resurrezione nel 1903;
- pala di piccola misura, per la parrocchiale di Abbazia di Vall'Alta ad Albino
- affreschi della volta in Santa Maria del Carmine a Bergamo nel 1904;
- Pala del transito di san Giuseppe chiesa di San Giuliano a Albino, nel 1905;
- Affrescatura del presbiterio di Sant'Angelo Lodigiano nel 1907;
- Medaglioni sull'altare di san Bonifacio della chiesa di San Martino di Nembro nel 1908
- Decori a fresco della villa Luiselli di Villa d'Almè nel 1909.
- pala d'altare della cappella della Madonna di Lourdes, Chiesa di San Gregorio della frazione San Gregorio di Cisano Bergamasco
- Crocifisso di Gesù Cristo olio su tela  (220x150) Chiesa di San Bartolomeo Apostolo Almenno San Bartolomeo